# Copa de karts de Mónaco Junior

Se muestra la pista con las calles locales. Esta variante utiliza las esquinas 12 a 17

La Copa de karts de Mónaco Junior fue un evento de carreras de karting dirigido por la CIK-FIA y organizado por el Automóvil Club de Mónaco, se llevaba a cabo cada año en Mónaco
En el evento, los jóvenes pilotos compiten con los karts KF3, una clase para los mejores pilotos de 12 a 15 años. El circuito del recorrido sigue la parte inferior de la circuito  de Fórmula 1, en una gran parte del puerto, desde la esquina de Tabac, alrededor de la piscina, y luego a Rascasse antes de ingresar al pit lane de la pista de F1. Una rampa y una horquilla conectan esta parte de la vía con el tramo portuario.

## Campeones
| Año        | Campeón            | Ref.           |
| ---------- | ------------------ | -------------- |
| 1995       | Eric Salignon      |                |
| 1996       | Nelson van der Pol |                |
| 1997       | Marvin Bylitza     |                |
| 1998       | Robert Kubica      | [ 2 ]          |
| 1999       | Robert Kubica      | [ 2 ]          |
| 2000       | Jérôme d'Ambrosio  |                |
| 2001       | Sebastian Vettel   | [ 3 ]          |
| 2002       | Alexander Sims     |                |
| 2003- 2005 | No se disputó.     | No se disputó. |
| 2006       | Scott Jenkins      |                |
| 2007       | Max Goff           |                |
| 2008       | Brandon Maïsano    |                |
| 2009       | Carlos Sainz Jr.   | [ 4 ]          |
| 2010       | Charles Leclerc    | [ 1 ]          |